# 紅袖添香
紅袖添香（こうしゅうてんこう、ホンシューチャンシャン）は恋愛小説を中心とした中国の大手ネット文学配信会社。最大手の盛大文学の傘下である。

## 概要
1999年設立、恋愛小説だけでなく小説、散文、詩といった中国文学をはじめ、歌詞、脚本、日記、随筆といった分野を配信している。

## 執筆者
人気No.1の涅槃灰の年収が220万元（約2800万円）。2009年10月には女性作家12人の顔写真付き切手が売り出された。

## 沿革
- 1999年8月、北京市の高層ビルに紅袖添香設立
- 2006年、MSNと業務提携
- 2008年、盛大文学の傘下となる